# Manuel Barbado Viejo
Manuel Barbado Viejo (La Cortina, La Pola, Astúries, 17 de juliol 1884 - Madrid, 3 de maig de 1945) fou un religiós i psicòleg asturià, acadèmic de la Reial Acadèmia de Ciències Morals i Polítiques.

## Biografia
Ingressà en 1899 al convent de Zafra de l'Orde dels Predicadors, i després passà a la Casa de l'Ordre a Almagro, on estudià filosofia i teologia, alhora que feia ciències naturals a la Universitat de Madrid i a la Universitat de Sevilla. En 1908 fou ordenat sacerdot.
De 1911 a 1915 va donar classe de teologia i filosofia a l'Escola de l'Orde a Almagro, i de 1915 a 1918 fou professor a l'Escola de Cuevas del Almanzora (Almeria). El 1918 fou enviat al Col·legi Angelicum de Roma com a professor de psicologia experimental. Va publicar articles a les revistes Angelicum, Xenia Thomistica, o La Ciencia Tomista sobre psicologia experimental i psicologia racional.
En 1940 fou cridat per les noves autoritats franquistes, que el nomenaren regent de l'Institut Luis Vives de Filosofia i del San José de Calasanz de Pedagogia, annexos al Consell Superior d'Investigacions Científiques. En 942 fou nomenat membre del Consell Nacional d'Educació. El 14 de novembre de 1944 va ingressar a la Reial Acadèmia de Ciències Morals i Polítiques. Va morir el 3 de maig de 1945 i la cerimònia d'enterrament es va fer a l'església del convent de Santo Domingo el Real.

## Obres
- Introducción a la Psicología Experimental (1928)
- ¿Cuándo se une el alma al cuerpo? (1943)